# نفرکاوحور
نِفِرکاوحور یکی از فرعون‌های دودمان هشتم مصر مصر باستان بوده است که در دوره نخست میانی مصر فرمانروایی می‌کرده، دوره‌ای که مصر میان چندین موجودیت سیاسی تقسیم شده بود. نام او در فهرست پادشاهان ابیدوس به عنوان شاه پس از پادشاهی کهن آمده، با این حال نام او در پاپیروس تورین پاک شده اگرچه طول دوران فرمانرواییش سال مانده است. از نفرکاوحور بیشتر از هر کدام از پادشاهان دوره نخست میانی اطلاعات در دست است چرا که تخته سنگی از او بر جای مانده که در آن کسی به نام شمای را وزیر خود در مصر علیا قرار می‌دهد.
نفرکاوحور شانزدهمین و ماقبل آخر پادشاه دودمان هشتم مصر بود و به همین ترتیب بر ممفیس حکومت می‌کرد.